# Дискография Бьянки
Дискография российской R'n'B-певицы Бьянки включает в себя 7 студийных альбомов, одно переиздание, 1 мини-альбом, 61 сингл, 6 промосинглов и 37 видеоклипов.
Первый студийный альбом певицы «Русский народный R’n’B» включает в себя несколько хитов : «Были танцы», «Космополитен» и «Несчастливая любовь». В альбоме Бьянка создала новый виток ритм-эн-блюза, соединив славянский поп-фолк с американским R'n'B. Но коммерчески альбом был слабым.
В 2007 году выходит переиздание первого альбома с новым названием «Про лето», куда вошли, как песни с первого альбома, так и абсолютно новая песня с таким же названием.
В 2008 году выходит второй студийный альбом певицы «38 замков», который коммерчески не смог превзойти дебютный альбом. На два сингла с альбома были сняты клипы: «Про любовь» и «Спаси».
В 2011 году выходит третий студийный альбом певицы «Наше поколение», в котором исполнительница совместила уличный хип-хоп и американский Urban contemporary и ушла от привычного ей стиля «русский народный R’n’B». На песни «Белый пляж», «Без сомнения», «Ты моё лето» и «А чё чё» были сняты клипы.
В марте 2014 года состоялся релиз четвёртого альбома певицы «Бьянка.Музыка». В альбоме Бьянка представила симбиоз эстрадной музыки и Урбана, не делая перекос ни в одну, ни в другую сторону. С альбома вышло четыре сингла: «Музыка», «Aлле ТанZен», «Ногами руками» и «Я не отступлю». За последнюю песню певица была удостоена первого в своей карьере Золотого граммофона.

## Альбомы
| Год  | Название |
| ---- | --- |
| 2001 | Начало - Выпущен: 24 июня 2001 года - Лейбл: Первое музыкальное издательство - Формат: цифровая дистрибуция |
| 2006 | Русский народный R’n’B - Выпущен: 10 сентября 2006 года - Лейбл: Music Factory Group, Sony BMG - Формат: CD, цифровая дистрибуция |
| 2007 | Про лето (переиздание альбома «Русский народный R’n’B» + 1 песня) - Выпущен: 27 октября 2007 года - Лейбл: Music Factory Group, Sony BMG - Формат: CD, цифровая дистрибуция                                                                         |
| 2008 | 38 замков - Выпущен: 19 августа 2008 года - Лейбл: Music Factory Group, Sony BMG - Формат: CD, цифровая дистрибуция |
| 2011 | Наше поколение - Выпущен: 15 сентября 2011 года - Лейбл: SBA Production, Gala Records - Формат: CD, цифровая дистрибуция |
| 2014 | Бьянка.Музыка - Выпущен: 25 марта 2014 года - Лейбл: SBA Production, Warner Music Group - Формат: CD, цифровая дистрибуция |
| 2016 | Мысли в нотах - Выпущен: 16 сентября 2016 года - Лейбл: Первое музыкальное Издательство, Национальное Музыкальное Издательство - Формат: CD, цифровая дистрибуция                                                                                   |
| 2018 | Чем мне любить (ЕР) - Выпущен: 1 июня 2018 года - Лейбл: Национальное Музыкальное Издательство - Формат: цифровая дистрибуция Гармония - Выпущен: 21 сентября 2018 года - Лейбл: Первое музыкальное Издательство - Формат: CD, цифровая дистрибуция |
| 2019 | Волосы - Выпущен: 6 декабря 2019 года - Лейбл: Первое Музыкальное Издательство - Формат: CD, цифровая дистрибуция |

## Синглы
| Год  | Название                                    | Чарт                   | Чарт                                  | Чарт                         | Чарт                         | Чарт                          | Чарт                       | Чарт                      | Чарт                      | Чарт                          | Чарт                        | Чарт                            | Чарт                         | Чарт                       | Альбом                          |
| Год  | Название                                    | General Tophit Top-100 | Weekly Audience Choice Tophit Top-100 | Weekly Russia Tophit Top-100 | Weekly Moscow Tophit Top-100 | Weekly Ukraine Tophit Top-100 | Weekly Kyiv Tophit Top-100 | Красная звезда. Видеочарт | Красная звезда. Радиочарт | Красная звезда. Народный чарт | Красная звезда. Чарт продаж | Красная звезда. Экспертный чарт | Красная звезда. Сводный чарт | 2М. Топ 10. Цифровые треки | Альбом                          |
| ---- | ------------------------------------------- | ---------------------- | ------------------------------------- | ---------------------------- | ---------------------------- | ----------------------------- | -------------------------- | ------------------------- | ------------------------- | ----------------------------- | --------------------------- | ------------------------------- | ---------------------------- | -------------------------- | ------------------------------- |
| 2005 | «Лебединая» (feat. Серёга & Макс Лоренс)    | 111                    | —                                     | —                            | 42                           | 323                           | 459                        | —                         | —                         | —                             | —                           | —                               | —                            | —                          | OST «Бой с тенью»               |
| 2006 | «Были танцы»                                | 17                     | 35                                    | —                            | 39                           | —                             | 82                         | —                         | —                         | —                             | —                           | —                               | —                            | —                          | «Русский народный R’n’B»        |
| 2006 | «Космополитен»                              | 41                     | 64                                    | —                            | 55                           | —                             | —                          | —                         | —                         | —                             | —                           | —                               | —                            | —                          | «Русский народный R’n’B»        |
| 2007 | «Несчастливая любовь»                       | 15                     | 36                                    | —                            | 31                           | —                             | —                          | —                         | —                         | —                             | —                           | —                               | —                            | —                          | «Русский народный R’n’B»        |
| 2007 | «Про лето»                                  | 31                     | 12                                    | —                            | 44                           | —                             | —                          | —                         | —                         | —                             | —                           | —                               | —                            | —                          | «Про лето»                      |
| 2007 | «Облака»                                    | 115                    | 79                                    | —                            | —                            | —                             | —                          | —                         | —                         | —                             | —                           | —                               | —                            | —                          | «Про лето»                      |
| 2008 | «Про любовь»                                | 86                     | 17                                    | —                            | —                            | —                             | 341                        | —                         | —                         | —                             | —                           | —                               | —                            | —                          | «38 замков»                     |
| 2008 | «Школьные годы» (feat. CoffeeShop)          | 115                    | 43                                    | —                            | —                            | —                             | —                          | —                         | —                         | —                             | —                           | —                               | —                            | —                          | без альбома                     |
| 2008 | «Спаси»                                     | —                      | —                                     | —                            | —                            | —                             | —                          | —                         | —                         | —                             | —                           | —                               | —                            | —                          | «38 замков»                     |
| 2008 | «Всё очень просто»                          | 130                    | 39                                    | —                            | —                            | —                             | 56                         | —                         | —                         | —                             | —                           | —                               | —                            | —                          | «38 замков»                     |
| 2009 | «Мулен Руж»                                 | 106                    | 90                                    | —                            | —                            | —                             | 14                         | —                         | —                         | —                             | —                           | —                               | —                            | —                          | «38 замков»                     |
| 2009 | «Я сижу у берега»                           | 192                    | 109                                   | —                            | —                            | —                             | 210                        | —                         | —                         | —                             | —                           | —                               | —                            | —                          | «38 замков»                     |
| 2009 | «За тобой»                                  | 53                     | 25                                    | —                            | 44                           | —                             | 29                         | —                         | —                         | —                             | —                           | 9                               | 95                           | —                          | без альбома                     |
| 2010 | «Песенка про лето 2»                        | 215                    | 49                                    | —                            | —                            | —                             | 77                         | —                         | —                         | 72                            | 68                          | 9                               | 89                           | —                          | «Наше поколение»                |
| 2010 | «Скажи» (feat. Нигатив)                     | 231                    | 72                                    | —                            | —                            | —                             | —                          | —                         | —                         | 99                            | 68                          | —                               | —                            | —                          | «Наше поколение»                |
| 2011 | «Белый пляж» (feat. Иракли & Party People)  | 24                     | 7                                     | 23                           | 24                           | 57                            | 97                         | 10                        | 8                         | 36                            | 68                          | 11                              | 22                           | —                          | «Наше поколение»                |
| 2011 | «Без сомнения»                              | 240                    | 125                                   | —                            | —                            | —                             | —                          | 47                        | —                         | 31                            | 67                          | 8                               | 90                           | —                          | «Наше поколение»                |
| 2011 | «Ты моё лето» (feat. St1m)                  | —                      | —                                     | —                            | —                            | —                             | —                          | 49                        | —                         | 70                            | 67                          | —                               | —                            | —                          | «Наше поколение»                |
| 2012 | «А чё чё»                                   | —                      | —                                     | —                            | —                            | —                             | —                          | 31                        | —                         | 29                            | 29                          | 11                              | 26                           | —                          | «Наше поколение»                |
| 2012 | «Відпусти»                                  | 191                    | 111                                   | —                            | —                            | 61                            | 54                         | —                         | —                         | —                             | —                           | —                               | —                            | —                          | без альбома                     |
| 2012 | «Весна-Лето 3 (Про Зою)»                    | —                      | —                                     | —                            | —                            | —                             | —                          | 11                        | —                         | —                             | 76                          | —                               | 74                           | —                          | без альбома                     |
| 2012 | «Рага»                                      | —                      | —                                     | —                            | —                            | —                             | —                          | 32                        | —                         | 70                            | —                           | —                               | —                            | —                          | без альбома                     |
| 2013 | «Дымом в облака» (feat. Птаха)              | 257                    | 191                                   | —                            | —                            | —                             | —                          | 16                        | —                         | 60                            | 35                          | 8                               | 18                           | —                          | «Старые тайны», «Бьянка.Музыка» |
| 2013 | «Музыка»                                    | 157                    | 31                                    | 258                          | —                            | 131                           | 52                         | 28                        | 88                        | 4                             | 44                          | —                               | 41                           | 10                         | «Бьянка.Музыка»                 |
| 2013 | «Золото манит нас» (feat. Алексей Воробьёв) | 267                    | 129                                   | —                            | —                            | —                             | —                          | 7                         | —                         | —                             | —                           | —                               | —                            | —                          | OST «Сокровища О.К.»            |
| 2013 | «Алле ТанZен»                               | 165                    | 65                                    | —                            | —                            | —                             | —                          | 5                         | —                         | —                             | —                           | —                               | 90                           | —                          | «Бьянка.Музыка»                 |
| 2013 | «НогамиРуками»                              | —                      | —                                     | —                            | —                            | —                             | —                          | 11                        | —                         | 13                            | 32                          | 7                               | 41                           | —                          | «Бьянка.Музыка»                 |
| 2014 | «Я не отступлю»                             | 40                     | 29                                    | 39                           | 39                           | 23                            | 52                         | 21                        | 16                        | 35                            | 16                          | 8                               | 21                           | 7                          | «Бьянка.Музыка»                 |
| 2014 | «Звук Г*»                                   | —                      | —                                     | —                            | —                            | —                             | —                          | 31                        | —                         | 85                            | —                           | —                               | —                            | —                          | без альбома                     |
| 2014 | «Кеды»                                      | 46                     | 9                                     | 51                           | 66                           | 322                           | 140                        | 8                         | 24                        | 5                             | 34                          | —                               | 11                           | —                          | «Мысли в нотах»                 |
| 2015 | «Sexy Frau»                                 | —                      | —                                     | —                            | —                            | —                             | —                          | 4                         | —                         | 29                            | —                           | —                               | 26                           | —                          | «Мысли в нотах»                 |
| 2015 | «Стиль собачки» (feat. Потап и Настя)       | 122                    | 13                                    | —                            | —                            | 19                            | 11                         | —                         | —                         | —                             | —                           | —                               | —                            | —                          | «Щит и мяч», «Мысли в нотах»    |
| 2015 | «Абсолютно всё» (feat. Мот)                 | 16                     | 1                                     | 16                           | 25                           | 30                            | 15                         | —                         | —                         | —                             | —                           | —                               | —                            | 3                          | «Мысли в нотах»                 |
| 2016 | «Пошли вы в жопу!» (aka Краля)              | —                      | —                                     | —                            | —                            | —                             | —                          | —                         | —                         | —                             | —                           | —                               | —                            | —                          | без альбома                     |
| 2016 | «Крыша» (feat. Серёга)                      | —                      | —                                     | —                            | —                            | —                             | —                          | —                         | —                         | —                             | —                           | —                               | —                            | —                          | «Мысли в нотах»                 |
| 2016 | «Мысли в нотах»                             | —                      | —                                     | —                            | —                            | —                             | —                          | —                         | —                         | —                             | —                           | —                               | —                            | —                          | «Мысли в нотах»                 |
| 2016 | «Яички» (aka Краля)                         | —                      | —                                     | —                            | —                            | —                             | —                          | —                         | —                         | —                             | —                           | —                               | —                            | —                          | без альбома                     |
| 2017 | «Крылья» (ST feat. Бьянка)                  | —                      | —                                     | —                            | —                            | —                             | —                          | —                         | —                         | —                             | —                           | —                               | —                            | —                          | «Почерк» (альбом ST)            |
| 2017 | «Лети» (feat. Пицца)                        | —                      | —                                     | —                            | —                            | —                             | —                          | —                         | —                         | —                             | —                           | —                               | —                            | —                          | «Мысли в нотах»                 |
| 2017 | «Вылечусь»                                  | —                      | —                                     | —                            | —                            | —                             | —                          | —                         | —                         | —                             | —                           | —                               | —                            | —                          | «Чем мне любить — EP»           |
| 2018 | «Четверг»                                   | —                      | —                                     | —                            | —                            | —                             | —                          | —                         | —                         | —                             | —                           | —                               | —                            | —                          | «Гармония»                      |
| 2019 | «Травой»                                    | —                      | —                                     | —                            | —                            | —                             | —                          | —                         | —                         | —                             | —                           | —                               | —                            | —                          | «Волосы»                        |
| 2019 | «Полный пи**ец» / «Волосы»                  | —                      | —                                     | —                            | —                            | —                             | —                          | —                         | —                         | —                             | —                           | —                               | —                            | —                          | «Волосы»                        |
| 2019 | «На снегу»                                  | —                      | —                                     | —                            | —                            | —                             | —                          | —                         | —                         | —                             | —                           | —                               | —                            | —                          | без альбома                     |
| 2020 | «Фонари»                                    | —                      | —                                     | —                            | —                            | —                             | —                          | —                         | —                         | —                             | —                           | —                               | —                            | —                          | без альбома                     |
| 2020 | «Пандемия»                                  | —                      | —                                     | —                            | —                            | —                             | —                          | —                         | —                         | —                             | —                           | —                               | —                            | —                          | без альбома                     |
| 2020 | «Шайзе»                                     | —                      | —                                     | —                            | —                            | —                             | —                          | —                         | —                         | —                             | —                           | —                               | —                            | —                          | без альбома                     |
| 2020 | «So Sexy»                                   | —                      | —                                     | —                            | —                            | —                             | —                          | —                         | —                         | —                             | —                           | —                               | —                            | —                          | без альбома                     |
| 2020 | «Таня»                                      | —                      | —                                     | —                            | —                            | —                             | —                          | —                         | —                         | —                             | —                           | —                               | —                            | —                          | без альбома                     |
| 2020 | «Белая русь» (feat. Макс Лоренс)            | —                      | —                                     | —                            | —                            | —                             | —                          | —                         | —                         | —                             | —                           | —                               | —                            | —                          | без альбома                     |
| 2020 | «Были танцы» (feat. Артур Бабич)            | —                      | —                                     | —                            | —                            | —                             | —                          | —                         | —                         | —                             | —                           | —                               | —                            | —                          | без альбома                     |
| 2020 | «Парашют» (feat. Slimus)                    | —                      | —                                     | —                            | —                            | —                             | —                          | —                         | —                         | —                             | —                           | —                               | —                            | —                          | без альбома                     |
| 2020 | «Холодный бит»                              | —                      | —                                     | —                            | —                            | —                             | —                          | —                         | —                         | —                             | —                           | —                               | —                            | —                          | без альбома                     |
| 2021 | «Обрыганы»                                  | —                      | —                                     | —                            | —                            | —                             | —                          | —                         | —                         | —                             | —                           | —                               | —                            | —                          | без альбома                     |
| 2021 | «прЫкольно»                                 | —                      | —                                     | —                            | —                            | —                             | —                          | —                         | —                         | —                             | —                           | —                               | —                            | —                          | без альбома                     |
| 2021 | «Пиано Форте»                               | —                      | —                                     | —                            | —                            | —                             | —                          | —                         | —                         | —                             | —                           | —                               | —                            | —                          | без альбома                     |
| 2021 | «ЗАзакружи»                                 | —                      | —                                     | —                            | —                            | —                             | —                          | —                         | —                         | —                             | —                           | —                               | —                            | —                          | без альбома                     |
| 2021 | «Хамелеон» (feat. Kyivstoner)               | —                      | —                                     | —                            | —                            | —                             | —                          | —                         | —                         | —                             | —                           | —                               | —                            | —                          | без альбома                     |
| 2021 | «Мандарины-Оливье» (feat. Анна Семенович)   | —                      | —                                     | —                            | —                            | —                             | —                          | —                         | —                         | —                             | —                           | —                               | —                            | —                          | без альбома                     |
| 2022 | «Собаки» (feat. Mosco)                      | —                      | —                                     | —                            | —                            | —                             | —                          | —                         | —                         | —                             | —                           | —                               | —                            | —                          | без альбома                     |
| 2022 | «Мальчик на Баду» (feat. Vesna305)          | —                      | —                                     | —                            | —                            | —                             | —                          | —                         | —                         | —                             | —                           | —                               | —                            | —                          | без альбома                     |
| 2022 | «Девочка твоя»                              | —                      | —                                     | —                            | —                            | —                             | —                          | —                         | —                         | —                             | —                           | —                               | —                            | —                          | без альбома                     |
| 2022 | «Бан-отписка»                               | —                      | —                                     | —                            | —                            | —                             | —                          | —                         | —                         | —                             | —                           | —                               | —                            | —                          | без альбома                     |
| 2022 | «Поверить в себя»                           | —                      | —                                     | —                            | —                            | —                             | —                          | —                         | —                         | —                             | —                           | —                               | —                            | —                          | без альбома                     |
| 2023 | «Поддержи меня Ма»                          | —                      | —                                     | —                            | —                            | —                             | —                          | —                         | —                         | —                             | —                           | —                               | —                            | —                          | без альбома                     |
| 2023 | «Люли» (feat. DASHI)                        | —                      | —                                     | —                            | —                            | —                             | —                          | —                         | —                         | —                             | —                           | —                               | —                            | —                          | без альбома                     |
| 2023 | «Сочи»                                      | —                      | —                                     | —                            | —                            | —                             | —                          | —                         | —                         | —                             | —                           | —                               | —                            | —                          | без альбома                     |
| 2023 | «Капитан» (aka Краля)                       | —                      | —                                     | —                            | —                            | —                             | —                          | —                         | —                         | —                             | —                           | —                               | —                            | —                          | без альбома                     |
| 2023 | «Любимый дождь»                             | —                      | —                                     | —                            | —                            | —                             | —                          | —                         | —                         | —                             | —                           | —                               | —                            | —                          | «Бьянка.Музыка»                 |

«—» песня отсутствовала в чарте

Примечание: С 1 января 2011 года Общий чарт TopHit был разделён на соответственно: Российский Топ-100 и Украинский Топ-100. До 2011 года, песни не попадали в Российский Топ-100, поскольку он ещё не был сформирован.
Примечание2: «Чарт продаж», «Экспертный чарт» и «Сводный чарт» портала «Красная звезда» составляются ежемесячно только по русскоязычным песням. Основаны на информации, полученной от российского издания журнала Billboard и включают как цифровые продажи, так и продажи треков в составе альбомов.
Примечание3: Чарт компании 2М составляется раз в две недели на основе продаж полных версий песен в интернет-магазинах, через мобильные сервисы, а также на основе стриминга (бесплатного прослушивания) композиций на территории России.

### Промосинглы
| Год  | Название          | Альбом              |
| ---- | ----------------- | ------------------- |
| 2016 | «Никто, кроме ты» | Мысли в нотах       |
| 2017 | «Taxi»            | Чем мне любить — EP |
| 2019 | «Мой пацан»       | Волосы              |
| 2019 | «Космос»          | Волосы              |
| 2019 | «Наши тела»       | Волосы              |
| 2019 | «Почему я?»       | Волосы              |

## Видеоклипы
| Год  | Клип                                        | Режиссёр                               | Альбом                                              |
| ---- | ------------------------------------------- | -------------------------------------- | --------------------------------------------------- |
| 2006 | «Были танцы»                                | Владимир Якименко                      | «Русский народный R’n’B»                            |
| 2007 | «Несчастливая любовь»                       | Игорь Иванов                           | «Про лето»                                          |
| 2007 | «Про лето»                                  | Игорь Иванов                           | «Про лето»                                          |
| 2008 | «Про любовь»                                | Игорь Иванов                           | «38 замков»                                         |
| 2008 | «Школьные годы» (feat. CoffeeShop)          | Владимир Якименко                      | Неальбомный сингл                                   |
| 2008 | «Спаси»                                     | Игорь Иванов                           | «38 замков»                                         |
| 2009 | «За тобой»                                  | Владимир Якименко                      | Неальбомный сингл                                   |
| 2011 | «Белый пляж» (feat. Иракли)                 | Алексей Дубровин                       | «Наше поколение»                                    |
| 2011 | «Без сомнения»                              | Павел Пунтус                           | «Наше поколение»                                    |
| 2011 | «Ты моё лето» (feat. St1m)                  | Павел Худяков                          | «Наше поколение»                                    |
| 2012 | «А чё чё»                                   | Игорь Иванов                           | «Наше поколение»                                    |
| 2012 | «Весна-лето 3 (Про Зою)»                    | Игорь Иванов                           | Неальбомные синглы                                  |
| 2012 | «Рага»                                      | Павел Пунтус                           | Неальбомные синглы                                  |
| 2013 | «Дымом в облака» (feat. Птаха)              | Павел Пунтус                           | «Старые тайны» (альбом Птахи) «Бьянка.Музыка»       |
| 2013 | «Музыка»                                    | Павел Пунтус                           | «Бьянка.Музыка»                                     |
| 2013 | «Золото манит нас» (feat. Алексей Воробьёв) | Дмитрий Коробкин                       | OST «Сокровища О. К.»                               |
| 2013 | «Алле ТанZен»                               | Алексей Голубев                        | «Бьянка.Музыка»                                     |
| 2013 | «Ногами, руками»                            | Алексей Голубев                        | «Бьянка.Музыка»                                     |
| 2014 | «Я не отступлю»                             | Алексей Голубев                        | «Бьянка.Музыка»                                     |
| 2014 | «Звук гАвно»                                | Алексей Голубев                        | Неальбомный сингл                                   |
| 2014 | «Кеды»                                      | Алексей Голубев                        | «Мысли в нотах»                                     |
| 2015 | «Sexy Frau»                                 | Алексей Голубев                        | «Мысли в нотах»                                     |
| 2015 | «Стиль собачки» (feat. Потап и Настя)       | Н/Д                                    | «Щит и Мяч» (альбом Потапа и Насти) «Мысли в нотах» |
| 2015 | «Абсолютно всё» (feat. Мот)                 | Н/Д                                    | «Наизнанку» (альбом Мота) «Мысли в нотах»           |
| 2016 | «Пошли вы в жопу!»                          | Н/Д                                    | Неальбомный сингл                                   |
| 2016 | «Крыша» (feat. Серёга)                      | Павел Пунтус                           | «Мысли в нотах»                                     |
| 2016 | «Мысли в нотах»                             | Н/Д                                    | «Мысли в нотах»                                     |
| 2017 | «Крылья» (feat. ST)                         | Дмитрий Литвиненко, Александр Степанов | «Почерк» (альбом ST)                                |
| 2017 | «Лети» (feat. Пицца)                        | Павел Пунтус                           | «Zavtra» (альбом группы «Пицца») «Мысли в нотах»    |
| 2017 | «Вылечусь»                                  | Алексей Фигуров                        | «Чем мне любить»                                    |
| 2018 | «Четверг»                                   | Сергей Ткаченко                        | «Гармония»                                          |
| 2019 | «Травой»                                    | Владимир Фёдоров                       | «Волосы»                                            |
| 2019 | «Полный пи**ец» / «Волосы»                  | Бьянка, Анна Гротеск                   | «Волосы»                                            |
| 2020 | «Пандемия»                                  | Бьянка                                 | Неальбомные синглы                                  |
| 2020 | «Таня» (mood video)                         | Бьянка                                 | Неальбомные синглы                                  |
| 2020 | «Были танцы» (feat. Артур Бабич)            | Н/Д                                    | Неальбомные синглы                                  |
| 2022 | «Девочка твоя» (mood video)                 | Н/Д                                    | Неальбомные синглы                                  |
| 2022 | «Бан-отписка»                               | Н/Д                                    | Неальбомные синглы                                  |
| 2023 | «Люли» (совместно с DASHI)                  | Виктор Поплеев                         | Неальбомные синглы                                  |
| 2023 | «Сочи»                                      | Н/Д                                    | Неальбомные синглы                                  |
| 2023 | «Любимый дождь»                             | Алексей Голубев                        | «Бьянка.Музыка»                                     |